# علم الطفيليات الحيوانية الخارجية
علم الطفيليات الحيوانية الخارجية أو علم أوبئة الطب البيطري ،هو علم لدراسة نماذج الأمراض عند الحيوانات.